# إيشيكاي
إيشيكاي (市貝町 Ichikai-machi) هي بلدة تقع في محافظة توتشيغي في اليابان. يقدر عدد سكان البلدة بـ 11,664 نسمة حسب إحصاء مايو 2015، والكثافة السكانية 182 نسمة لكل كم2. ومساحتها الإجمالية 64.25 كم2. تقع في شرق محافظة توتشيغي.

## وصلات خارجية
- الموقع الرسمي (باليابانية)